# تاباكولو ديامونتيني
تاباكولو ديامونتيني (الاسم العلمي: Scytalopus diamantinensis) (بالإنجليزية: Diamantina Tapaculo)‏ هو نوع من الطيور يتبع جنس التاباكولو من فصيلة التاباكولات.